# Exorista
Exorista – rodzaj muchówek z rodziny rączycowatych (Tachinidae).

## Podrodzaje i gatunki

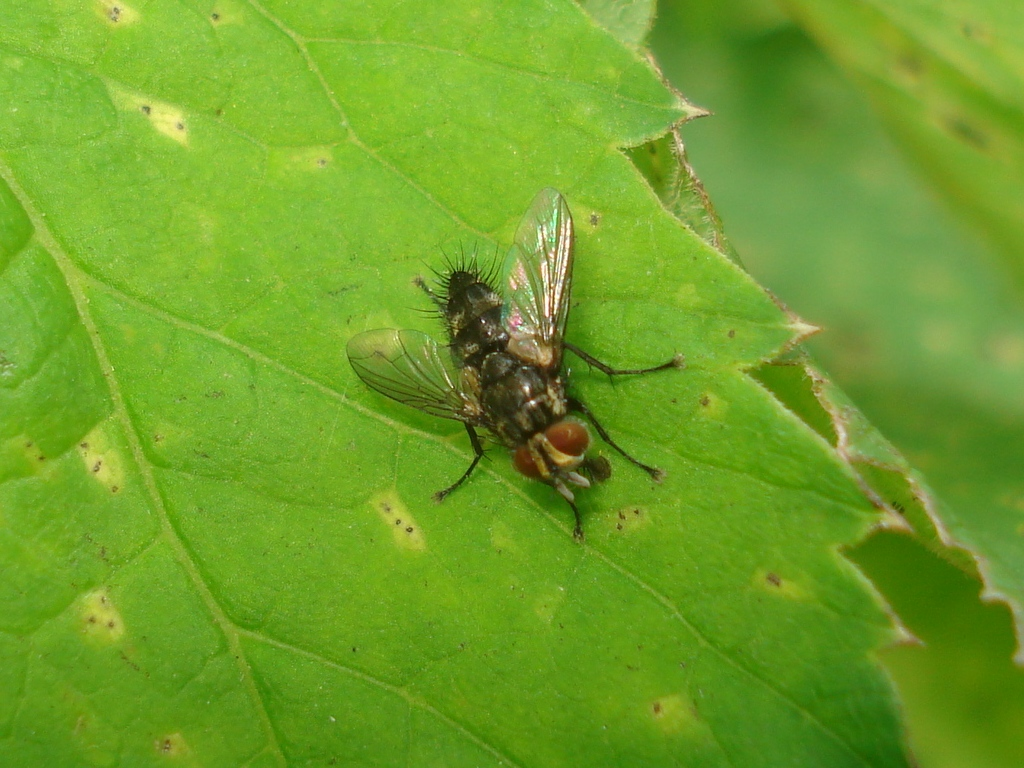
Exorista rustica

Poniższa lista podrodzajów i gatunków jest niekompletna.
- Podrodzaj Adenia Robineau-Desvoidy, 1863
  - E. cuneata Herting, 1971
  - E. mimula (Meigen, 1824)
  - E. pseudorustica Chao, 1964
  - E. rustica (Fallén, 1810)
  - E. tubulosa Herting, 1967
  - E. dydas (Walker, 1849)
  - E. trudis (Reinhard, 1951)

- Podrodzaj Exorista Meigen, 1803
  - E. amoena Mesnil, 1960
  - E. brevihirta Liang & Chao, 1992
  - E. castanea (Wulp, 1894)
  - E. fasciata (Fallén, 1820)
  - E. frons Chao, 1964
  - E. frontata Herting, 1973
  - E. intermedia Chao & Liang, 1992
  - E. japonica (Townsend, 1909)
  - E. larvarum (Linnaeus, 1758)
  - E. laterosetosa Chao, 1964
  - E. mella (Walker, 1849)
  - E. psamathe (Walker, 1849)
  - E. rossica Mesnil, 1960
  - E. subnigra (Wulp, 1894)
  - E. thula Wood, 2002
  - E. velutina Mesnil, 1953

- Podrodzaj Podotachina Brauer & von Bergenstamm, 1891
  - E. cantans Mesnil, 1960
  - E. fuscihirta Chao & Liang, 1992
  - E. glossatorum (Róndani, 1859)
  - E. hainanensis Chao & Liang, 1992
  - E. ladelli (Baranov, 1936)
  - E. sorbillans (Wiedemann, 1830)
  - E. tenuicerca Liang & Chao, 1992
  - E. yunnanica Chao, 1964

- Podrodzaj Ptilotachina Brauer & von Bergenstamm, 1891
  - E. belanovskii Richter, 1970
  - E. civilis (Róndani, 1859)
  - E. grandis (Zetterstedt, 1844)
  - E. longisquama Liang & Chao, 1992
  - E. wangi Chao & Liang, 1992
  - E. xanthaspis (Wiedemann, 1830)

- Podrodzaj Spixomyia Crosskey, 1967
  - E. antennalis Chao, 1964
  - E. aureifrons (Baranov, 1936)
  - E. bisetosa Mesnil, 1940
  - E. fortis Chao, 1964
  - E. fuscipennis (Baranov, 1932)
  - E. grandiforceps Chao, 1964
  - E. hyalipennis (Baranov, 1932)
  - E. lepis Chao, 1964
  - E. penicilla Chao & Liang, 1992
  - E. quadriseta (Baranov, 1932)
  - E. spina Chao & Liang, 1992